# سيرغي كيرديابكين
سيرغي الكسندروفيتش كيرديابكين (الروسية: Серге́й Алекса́ндрович Кирдя́пкин ؛ من مواليد 18 يونيو 1980 ، في إنسار ، موردوفيا) هو لاعب سباق مشاة روسي، تم تجريده من الميدالية الذهبية الأولمبية لعام 2012 في مسيرة 50 ألفًا ، بقرار من محكمة التحكيم المنشورة في 24 مارس 2016 ، بسبب انتهاكات المنشطات. نتيجة لانتهاكات المنشطات مُنع من المنافسة الرياضية لمدة ثلاث سنوات وشهرين بأثر رجعي حتى 15 أكتوبر 2012 ، مما أتاح له الوقت للاستمرار في التأهل لدورة الألعاب الأولمبية الصيفية لعام 2016. ومع ذلك لم تنافس روسيا في ألعاب القوى في أولمبياد 2016 ، بسبب تعليق الهيئة الحاكمة ، الاتحاد الدولي لألعاب القوى بسبب انتشار المنشطات.